# US-amerikanische Badminton-Juniorenmeisterschaft
US-amerikanische Badminton-Juniorenmeisterschaften werden seit 1947 ausgetragen. In den ersten Jahrzehnten waren Sportler der Altersklasse U18 startberechtigt. In der Saison 1997/1998 wurde die Altersgrenze um ein Jahr angehoben. Im Laufe der Zeit wurden weitere Altersklassen eingeführt (U7, U9, U11, U13, U15, U17, U22). 1962 avancierte der Thailänder Paisan Loaharanu zum ersten ausländischen Titelträger, als er während seines Studiums den Titel im Herreneinzel gewann.

## Austragungsorte

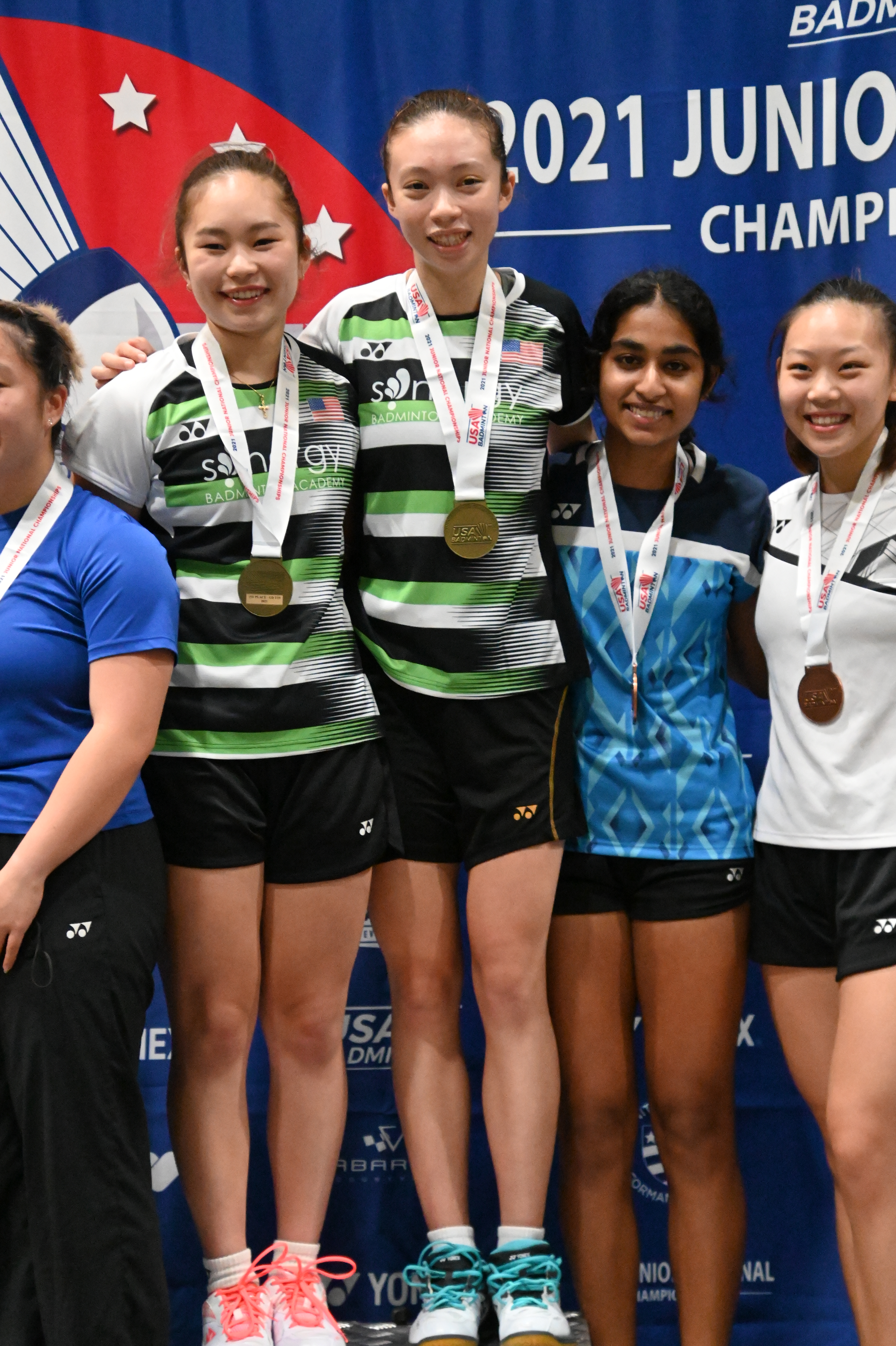
Allison Lee und Francesca Corbett mit Bhaavya S. Manikonda und Kodi Tang Lee (v. l. n. r.)

| Auflage | Saison | Datum                  | Ort                     | Spielstätte                             |
| ------- | ------ | ---------------------- | ----------------------- | --------------------------------------- |
| 1       | 1947   | 14.–16. März 1947      | Baltimore, MD           |                                         |
| 2       | 1948   | 19.–21. März 1948      | New Britain, CT         |                                         |
| 3       | 1949   | 25.–27. März 1949      | Baltimore, MD           |                                         |
| 4       | 1950   | 24.–26. März 1950      | Boston, MA              |                                         |
| 5       | 1951   | 29.–31. März 1951      | Minneapolis, MN         |                                         |
| 6       | 1952   | 17.–19. April 1952     | Lewiston, NY            |                                         |
| 7       | 1953   | 9.–11. April 1953      | San Antonio, TX         |                                         |
| 8       | 1954   | 15.–17. April 1954     | Orange, NJ              |                                         |
| 9       | 1955   | 1.–4. April 1955       | Shaker Heights, OH      |                                         |
| 10      | 1956   | 24.–26. März 1956      | Detroit, MI             |                                         |
| 11      | 1957   | 29. März–1. April 1957 | Wilmington, DE          |                                         |
| 12      | 1958   | 28.–31. März 1958      | Burbank, CA             |                                         |
| 13      | 1959   | 27.–29. März 1959      | Baltimore, MD           |                                         |
| 14      | 1960   | 8.–11. April 1960      | Manhattan Beach, CA     |                                         |
| 15      | 1961   | 23.–26. März 1961      | Boston, MA              |                                         |
| 16      | 1962   | 17.–20. April 1962     | Seattle, WA             |                                         |
| 17      | 1963   | 27.–30. März 1963      | Philadelphia, PA        |                                         |
| 18      | 1964   | 7.–10. April 1964      | Claremont, CA           |                                         |
| 19      | 1965   | 7.–10. April 1965      | Houston, TX             |                                         |
| 20      | 1966   | 23.–26. März 1966      | Philadelphia, PA        |                                         |
| 21      | 1967   | 15.–18. März 1967      | Eugene, OR              |                                         |
| 22      | 1968   | 3.–6. April 1968       | Newark, DE              |                                         |
| 23      | 1969   | 18.–22. März 1969      | Flint, MI               |                                         |
| 24      | 1970   | 25.–28. März 1970      | Manhattan Beach, CA     | Manhattan Beach Badminton Club          |
| 25      | 1971   | 14.–17. März 1971      | Newark, DE              |                                         |
| 26      | 1972   | 19.–22. März 1972      | Eugene, OR              |                                         |
| 27      | 1973   | 20.–23. März 1973      | Bloomfield, MI          |                                         |
| 28      | 1974   | 20.–23. März 1974      | Seattle, WA             |                                         |
| 29      | 1975   | 26.–29. März 1975      | Philadelphia, PA        |                                         |
| 30      | 1976   | 10.–13. März 1976      | San Diego, CA           |                                         |
| 31      | 1977   | 6.–9. April 1977       | San Jose, CA            |                                         |
| 32      | 1978   | 19.–22. März 1978      | Austin, TX              |                                         |
| 33      | 1979   | 18.–21. April 1979     | Miller Place, NY        | Miller Place High School                |
| 34      | 1980   | 19.–22. März 1980      | Medford, OR             | Medford High School                     |
| 35      | 1981   | 11.–14. April 1981     | San Jose, CA            | San Jose State University               |
| 36      | 1982   | 3.–6. April 1982       | Countryside, IL         |                                         |
| 37      | 1983   | 26.–28. März 1983      | Countryside, IL         |                                         |
| 38      | 1984   | 15.–17. April 1984     | Atlanta, GA             |                                         |
| 39      | 1985   | 10.–13. April 1985     | Flint, MI               |                                         |
| 40      | 1986   | 1.–6. April 1986       | Manhattan Beach, CA     | Manhattan Beach Badminton Club          |
| 41      | 1987   | 14.–17. April 1987     | Natick, MA              |                                         |
| 42      | 1988   | 3.–6. April 1988       | Colorado Springs, CO    |                                         |
| 43      | 1989   | 1.–4. April 1989       | Colorado Springs, CO    |                                         |
| 44      | 1990   | 26.–30. Juni 1990      | Marquette, MI           |                                         |
| 45      | 1991   | 31. März–3. April 1991 | Colorado Springs, CO    |                                         |
| 46      | 1992   | 10.–14. April 1992     | Colorado Springs, CO    |                                         |
| 47      | 1993   | 2.–5. April 1993       | Colorado Springs, CO    |                                         |
| 48      | 1994   | 10.–13. März 1994      | Wooster, OH             |                                         |
| 49      | 1995   | 15.–8. April 1995      | Portland, OR            |                                         |
| 50      | 1996   | 4.–7. April 1996       | Atlanta, GA             |                                         |
| 51      | 1997   | 30. Juni–3. Juli 1997  | Orange, CA              | Orange County Badminton Club            |
| 52      | 1998   | 9.–12. Juli 1998       | Orange, CA              | Orange County Badminton Club            |
| 53      | 1999   | 7.–11. Juli 1999       | Orange, CA              | Orange County Badminton Club            |
| 54      | 2000   | 12.–16. Juli 2000      | Orange, CA              | Orange County Badminton Club            |
| 55      | 2001   | 27. Juni–1. Juli 2001  | Orange, CA              | Orange County Badminton Club            |
| 56      | 2002   | 26.–30. Juni 2002      | Orange, CA              | Orange County Badminton Club            |
| 57      | 2003   | 25.–29. Juni 2003      | Shreveport, LA          | Louisiana State University              |
| 58      | 2004   | 29. Juni–3. Juli 2004  | Marblehead, MA          | Marblehead High School                  |
| 59      | 2005   | 6.–10. Juli 2005       | Spokane, WA             | Sports USA                              |
| 60      | 2006   | 5.–9. Juli 2006        | Orange, CA              | Orange County Badminton Club            |
| 61      | 2007   | 3.–8. Juli 2007        | Orange, CA              | Orange County Badminton Club            |
| 62      | 2008   | 27. Juni–2. Juli 2008  | Marblehead, MA          | Marblehead High School                  |
| 63      | 2009   | 21.–26. Juli 2009      | Orange, CA              | Orange County Badminton Club            |
| 64      | 2010   | 1.–6. Juli 2010        | Burlingame, CA          | Bay Badminton Club                      |
| 65      | 2011   | 28. Juni–3. Juli 2011  | Orange, CA              | Orange County Badminton Club            |
| 66      | 2012   | 10.–15. Juli 2012      | Orange, CA              | Orange County Badminton Club            |
| 67      | 2013   | 3.–7. Juli 2013        | South San Francisco, CA | Bintang Badminton                       |
| 68      | 2014   | 1.–6. Juli 2014        | Los Angeles, CA         | El Monte, CA Los Angeles Badminton Club |
| 69      | 2015   | 29. Juni–5. Juli 2015  | Orlando, FL             | ClearOne Badminton Centre               |
| 70      | 2016   | 3.–10. Juli 2016       | Mulkiteo, WA            | Harbour Pointe Badminton Club           |
| 71      | 2017   | 29. Juni–4. Juli 2017  | South San Francisco, CA | Bintang Badminton Club                  |
| 72      | 2018   | 28. Juni–3. Juli 2018  | Milwaukee, WI           | Wisconsin Center                        |
| 73      | 2019   | 27. Juni–2. Juli 2019  | Frisco, TX              | Fieldhouse USA                          |
| 74      | 2021   | 22.–27. Juni 2021      | Concord, NC             | Cabarrus Arena                          |
| 75      | 2022   | 28. Juni–4. Juli 2022  | Frisco, TX              | Fieldhouse USA                          |
| 76      | 2023   | 25. Juni–2. Juli 2023  | Spokane, WA             | The Podium                              |
| 77      | 2024   | 2.–8. Juli 2024        | Irving, TX              | Irving Convention Center at Las Colinas |
| 78      | 2025   | 1.–7. Juli 2025        | St. Paul, MN            | St. Paul River Centre                   |

## Die Titelträger U22
Anmerkungen: 1995 bis 1999 U21, sonst U22. Keine weiteren Titelkämpfe seit 2010.
| Saison | Herreneinzel        | Dameneinzel           | Herrendoppel                              | Damendoppel                        | Mixed                                   |
| ------ | ------------------- | --------------------- | ----------------------------------------- | ---------------------------------- | --------------------------------------- |
| 1994   | Stefan Lundstrom    | Stephanie Wo          | Stefan Lundstrom Mike Edstrom             | Stephanie Wo Stella Wo             | Stanley Wo Stephanie Wo                 |
| 1995   | Mark Manha          | Stephanie Wo          | Howard Bach Stanley Wo                    | Stephanie Wo Stella Wo             | Stanley Wo Stephanie Wo                 |
| 1996   | Stanley Wo          | Angela Teng           | Howard Bach Stanley Wo                    | Lily Chen Angela Teng              | Stanley Wo Angela Teng                  |
| 1997   | Stanley Wo          | Becky Wu              | Chris Hales Stanley Wo                    | Lily Chen Becky Wu                 | Stanley Wo Stephanie Wo                 |
| 1998   | Howard Bach         | Dina Grinshteyn       | Khankham Malaythong David Welch           | Alison Brown Dina Grinshteyn       | Ryan Miglin Janae Mertens               |
| 1999   | Amarit Rojsirivit   | Elie Wu               | Nick Ketpura Amarit Rojsirivit            | Erin Hois Dina Grinshteyn          | Khankham Malaythong Casey Peters        |
| 2000   | Daniel Chen         | Elie Wu               | Daniel Chen Chris Ling                    | Elie Wu Casey Peters               | Daniel Chen Erin Hois                   |
| 2001   | Khankham Malaythong | Elie Wu               | Mike Chansawangpuvana Khankham Malaythong | Mesinee Mangkalakiri Bonnie Wong   | Khankham Malaythong Connie Hwang        |
| 2002   | Raju Rai            | Jennifer Coleman      | Daniel Ko Bao Nguyen                      | Jennifer Coleman Connie Hwang      | Raju Rai Jennifer Coleman               |
| 2003   | Sam Gunatileka      | Hu Junxia             | Sam Gunatileka Vincent Nguy               | Panita Phongasavithas Jeannie Poon | Sam Gunatileka Sarah Sammit             |
| 2004   | Sam Gunatileka      | Panita Phongasavithas | Sam Gunatileka Vincent Nguy               | Panita Phongasavithas Jeannie Poon | Isaac Alwine Leann Alwine               |
| 2005   | Nicholas Jinadasa   | Kuei Ya Chen          | Bartolo Chen Jack Shu                     | Panita Phongasavithas Jeannie Poon | Nicholas Jinadasa Samantha Jinadasa     |
| 2006   | Nicholas Jinadasa   | Eva Lee               | Nicholas Jinadasa Tuan La                 | Eva Lee Panita Phongasavithas      | Nicholas Jinadasa Samantha Jinadasa     |
| 2007   | Sattawat Pongnairat | Hanae Fujinami        | Jack Dinh Kyle Emerick                    | Alice Wen Molika Seng              | Arnold Setiadi Zilany Don               |
| 2008   | Arnold Setiadi      | Rachel Liao           | Thomas Blanchet Kyle Emerick              | nicht ausgetragen                  | Isabel Zhong Susana Zhong               |
| 2009   | Sattawat Pongnairat | Vimla Phongasavithas  | Shun Fujinami Sattawat Pongnairat         | Cecilia Wong Susana Zhong          | Sattawat Pongnairat Anoma Phongasavitas |
| 2010   | Curtis Stensland    | nicht ausgetragen     | Eliot Bohr Bobby Douangpangna             | nicht ausgetragen                  | Curtis Stensland Amy Jin                |

## Einzelnachweise

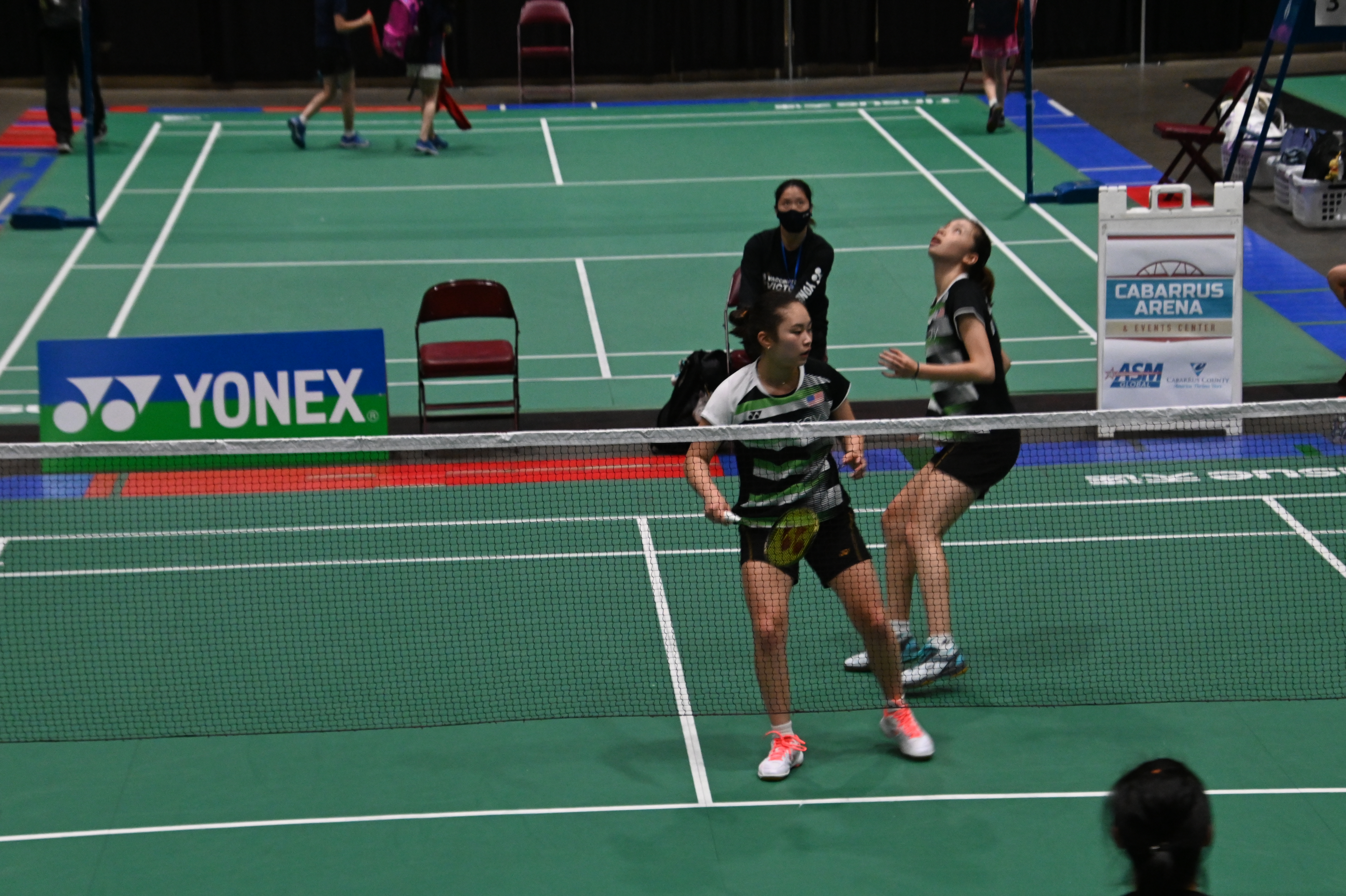
Francesca Corbett und Allison Lee

## Die Titelträger U18/U19
| Saison | Herreneinzel          | Dameneinzel           | Herrendoppel                        | Damendoppel                             | Mixed                               |
| ------ | --------------------- | --------------------- | ----------------------------------- | --------------------------------------- | ----------------------------------- |
| 1947   | Ted Moehlmann         | Barbara Scarlett      | Ted Moehlmann Don Brown             | Sue Devlin Barbara Scarlett             | Ted Moehlmann Pat Galbreath         |
| 1948   | Ronnie Ryan           | Barbara Scarlett      | William Kellogg Wilbur Bullen       | Sue Devlin Barbara Scarlett             | Ronnie Ryan Marilyn Banks           |
| 1949   | Howard Herbst         | Sue Devlin            | Howard Herbst Michael Roche         | Sue Devlin Judy Devlin                  | Howard Herbst Sue Devlin            |
| 1950   | Steve Hinchcliffe     | Judy Devlin           | Steve Hinchcliffe Manuel Armendariz | Judy Devlin Deedy McCormick             | Ronnie Ryan Judy Devlin             |
| 1951   | Steve Hinchcliffe     | Judy Devlin           | Dean Maurry Jack Chrisman           | Judy Devlin Deedy McCormick             | Steve Hinchcliffe Joan Gibbs        |
| 1952   | Jack Chrisman         | Judy Devlin           | Dean Maurry Jack Chrisman           | Judy Devlin Linda Cobb                  | Jack Chrisman Joan Gibbs            |
| 1953   | Don P. Davis          | Judy Devlin           | Don P. Davis Dean Maurry            | Judy Devlin Linda Cobb                  | Don P. Davis Judy Devlin            |
| 1954   | John Kevorkian        | Judy Devlin           | John Kevorkian Richard Ball         | Rosine Capehart Sally Thomas            | John Kevorkian Linda Cobb           |
| 1955   | John Kevorkian        | H. McGregor Stewart   | John Kevorkian Gary McFarlane       | Nancy Metcalfe Norma Slauer             | John Kevorkian Norma Slauer         |
| 1956   | Gary McFarlane        | H. McGregor Stewart   | Russ Paquette Bill Bryant           | H. McGregor Stewart Norma Slauer        | Bill Bryant Marcia Dotson           |
| 1957   | Ted Ebenkamp          | Barbara Prince        | Ted Ebenkamp Don Paup               | Ardyce Carr Virginia Green              | Ted Ebenkamp Barbara Prince         |
| 1958   | Ted Ebenkamp          | Ann Erkkila           | Ted Ebenkamp Tom Treloggen          | Cynthia Dryden Janet Ogilvie            | Ted Ebenkamp Cynthia Dryden         |
| 1959   | Stan Hales            | Patsy Hitchens        | Bill Foy Stan Hales                 | Faith Ferris Helen Carter               | Jack Keating Sharon Pritula         |
| 1960   | Stan Hales            | Sharon Pritula        | Stan Hales Pat Armendariz           | Sharon Pritula Joyce Schoeppach         | Stan Hales Helen Carter             |
| 1961   | Ray Park              | Sharon Pritula        | Ray Park Pat Armendariz             | Linda Erkkila Barbara Bridges           | Jim Lynch Sharon Pritula            |
| 1962   | Paisan Loaharanu      | Tyna Barinaga         | Dick Gorman Bruce Mahler            | Tyna Barinaga Caroline Jensen           | Paisan Loaharanu Joy Auxier         |
| 1963   | Robert Pritula        | Caroline Jensen       | Jay Collins Ken Ferris              | Tyna Barinaga Caroline Jensen           | Bruch Mahler Caroline Jensen        |
| 1964   | Ken Fleming           | Tyna Barinaga         | Ken Fleming Larry Saben             | Tyna Barinaga Caroline Jensen           | Ken Crow Caroline Jensen            |
| 1965   | Ken Ferris            | Caroline Jensen       | Ken Fleming Larry Saben             | Caroline Jensen Susan Wilson            | Larry Saben Janice DeZort           |
| 1966   | Larry Saben           | Janice DeZort         | Ken Ferris Larry Saben              | Janice DeZort Diane Moore               | Larry Saben Janice DeZort           |
| 1967   | Richard Neill         | Susan Wilson          | Mike Walker Chris Kinard            | Susan Wilson Judy Brodhun               | Richard Neill Susan Wilson          |
| 1968   | Mike Walker           | Chris Burton          | Mike Walker Chris Kinard            | Chris Burton Ellen van Os               | Mike Walker Chris Burton            |
| 1969   | Gary Higgins          | Chris Burton          | Mike Adams Bruce Pontow             | Pam Stockton Polly Stockton             | Bruce Pontow Sandy Muthig           |
| 1970   | Charles Coakley       | Polly Stockton        | Charles Coakley Doug Bender         | Pam Stockton Polly Stockton             | Gary Higgins Diane Mies             |
| 1971   | Charles Coakley       | Pam Stockton          | Charles Coakley Gary Higgins        | Pam Stockton Kay Roland                 | Gary Higgins Diane Mies             |
| 1972   | Charles Coakley       | Pam Stockton          | Charles Coakley Peter Steinbroner   | Pam Stockton Sandy Muthig               | Charles Coakley Traci White         |
| 1973   | Pat Trapnell          | Madeleine Steinbroner | Bob Gilmour Mike Kelly              | Karen Czarnecki Cindy Young             | Ron Buck Madeleine Steinbroner      |
| 1974   | Pat Tryon             | Madalene Steinbroner  | Guy Rittmann Peter Cornell          | Madalene Steinbroner Carrie Morrison    | Mike Kelly Madalene Steinbroner     |
| 1975   | Mathew Fogarty        | Carrie Morrison       | Mathew Fogarty Pat Tryon            | Madalene Steinbroner Carrie Morrison    | Mathew Fogarty Monica Czarnecki     |
| 1976   | Gene Miller           | Carrie Morrison       | Gene Miller Paul Rogind             | Lisa De Rousie Carrie Morrison          | Russel Nelson Lisa De Rousie        |
| 1977   | Geoff Stensland       | Lisa DeRousie         | Bob Gold Rahul Naidu                | Denise Corlett Lisa DeRousie            | Russ Nelson Lisa DeRousie           |
| 1978   | Geoff Stensland       | Lisa DeRousie         | David Collis Gary Shelstad          | Lisa DeRousie Ann French                | David Collis Tracy McDonald         |
| 1979   | Tony Alston           | Linda Safarik         | David Collis Gary Shelstad          | Laurie Collis Linda Safarik             | Rahul Naidu Ann French              |
| 1980   | Tony Alston           | Linda Safarik         | Tony Alston Doug Young              | Regina Rubin Gail Shelstad              | Doug Young Linda Safarik            |
| 1981   | Tony Alston           | Joy Kitzmiller        | Peter Baum Rodney Barton            | Barbara Morrison Eileen Morrison        | Rodney Barton Barbara Morison       |
| 1982   | Rodney Barton         | Mary Frances Hughes   | Rodney Barton Marty French          | Patricia Dernbach Mary Frances Hughes   | Rodney Barton Barb Morrison         |
| 1983   | Chris Jogis           | Joy Kitzmiller        | Alex Berks Paul Rubin               | Patty Dernbach Mary Frances Hughes      | Benny Lee Mary Frances Hughes       |
| 1984   | Chris Jogis           | Cyndi Smith           | Chris Jogis Karl Knudsen            | Carolyn Mott Jennifer Hargreaves        | Chris Jogis Carolyn Mott            |
| 1985   | Tom Carmichael        | Madhavi Tijorwala     | Ron Estes Jeff Floerchinger         | Geraldine Woods Madhavi Tijorwala       | Tom Carmichael Lisa Bauer           |
| 1986   | Michael Flexer        | Madhavi Tijorwala     | Joel Kiernan David Martin           | Melissa Jo Putzu Julie Stephan          | Dave Root Madhavi Tijorwala         |
| 1987   | Paul McAdams          | Tracy Hudson          | Paul McAdam Mark Iwanicki           | Tracy Hudson Julie Stephan              | Paul McAdam Tracy Hudson            |
| 1988   | Thomas Reidy          | Denise Gudmundson     | Thomas Reidy Paul McAdam            | Christiane Armendariz Angela Armendariz | Thomas Reidy Joanne Nielsen         |
| 1989   | Martin Flores         | Stacy Murty           | Martin Flores Nipun Khurana         | Christiane Armendariz Angela Armendariz | Marc Carrido Christiane Armendariz  |
| 1990   | Hoang Ly              | Kathy Zimmerman       | Phi Ta Hoang Ly                     | Angela Armendariz Christiane Armendariz | Mike Edstrom Kathy Zimmerman        |
| 1991   | Mike Edstrom          | Kathy Zimmerman       | Mike Edstrom Alan Hundhausen        | Kathy Zimmerman Sinikka Wahab           | Mike Edstrom Kathy Zimmerman        |
| 1992   | Kevin Han             | Kathy Zimmerman       | Kevin Han Phi Ta                    | Kathy Zimmerman Angela Zemla            | Kevin Han Kelly Lipareli            |
| 1993   | Mark Manha            | Stephanie Wo          | Chris Hales Lindsay Gulin           | Stella Wo Stephanie Wo                  | Chris Hales Donna Beach             |
| 1994   | Mark Manha            | Stephanie Wo          | Chris Hales Lindsay Gulin           | Stella Wo Stephanie Wo                  | Stanley Wo Stephanie Wo             |
| 1995   | Howard Bach           | Stella Wo             | Reffint Thenard Wiyanto Wondany     | Katie Maloney Dawn McNamara             | Mathew Arazonsa Katie Maloney       |
| 1996   | Khankham Malaythong   | Katie Maloney         | Andy Lovell Ryan Miglin             | Jaymie Britton Jai Hu                   | Ryan Miglin Janae Mertens           |
| 1997   | Khankham Malaythong   | Stephanie Wo          | Khankham Malaythong Trevor Lai      | Jaymie Britton Jai Hu                   | David Welch Karen Chou              |
| 1998   | James Young           | Elie Wu               | Khankham Malaythong Ryan Miglin     | Mesinee Mangkalakiri Elie Wu            | Howard Bach Carrie Bach             |
| 1999   | Chris Ling            | Elie Wu               | Kevin Bui Danny Gibbs               | Casey Peters Elie Wu                    | Khankham Malaythong Casey Peters    |
| 2000   | Eric Go               | Bonnie Wong           | Mike Chansawangpuvana Raymond Wong  | Mesinee Mangkalakiri Bonnie Wong        | Raymond Wong Bonnie Wong            |
| 2001   | Eric Go               | Mesinee Mangkalakiri  | Eric Go Raju Rai                    | Mesinee Mangkalakiri Elie Wu            | Raju Rai Elie Wu                    |
| 2002   | Eric Go               | Eva Lee               | Mike Chansawangpuvana Eric Go       | Samantha Jinadasa Eva Lee               | Mike Chansawangpuvana Hu Junxia     |
| 2003   | Nicholas Jinadasa     | Hu Junxia             | Daniel Gouw Brendan Taft            | Panita Phongasavithas Jeannie Poon      | Nicholas Jinadasa Samantha Jinadasa |
| 2004   | Andrew Todt           | Eva Lee               | Daniel Gouw Brendan Taft            | June Hu Eva Lee                         | Daniel Gouw Eva Lee                 |
| 2005   | Ronald Sou            | Jamie Subandhi        | Arnold Setiadi Andrew Todt          | Samantha Jinadasa Lauren Todt           | Arnold Setiadi Daphne Ng            |
| 2006   | Arnold Setiadi        | Jamie Subandhi        | Steven Wong Jack Shu                | Kuei Ya Chen Jamie Subandhi             | Azam Ali Lauren Todt                |
| 2007   | Sattawat Pongnairat   | Lauren Todt           | Steven Wong Jack Shu                | Lauren Todt Priscilla Lun               | Howard Shu Cheryl Chow              |
| 2008   | Terrence Pang         | Rena Wang             | Yau Hwa Chan Terrence Pang          | nicht ausgetragen                       | Priscilla Lun Rena Wang             |
| 2009   | Eric Kuo              | Thuy Hoang            | Zenas Lam Marvin Lin                | Beckie Neumann Isabel Zhong             | Marvin Lin Thuy Hoang               |
| 2010   | Zenas Lam             | Cee Nantana Ketpura   | Eliot Bohr Bobby Douangpangna       | Emily Kan Cee Nantana Ketpura           | Zenas Lam Cee Nantana Ketpura       |
| 2011   | Lee Chern             | Cee Nantana Ketpura   | Phillip Chew Jeffrey Kuo            | Emily Kan Cee Nantana Ketpura           | Phillip Chew Cee Nantana Ketpura    |
| 2012   | Jeffrey Kuo           | Iris Wang             | Alan Shekhtman Michael Buasan       | Cherie Chow Christine Yang              | Jeffrey Kuo Danae Long              |
| 2013   | Alan Shekhtman        | Christine Yang        | Aston Khor Alan Shekhtman           | Victoria Chen Crystal Pan               | Raymond Hsia Cherie Chow            |
| 2014   | Justin Ma             | Crystal Pan           | Vinson Chiu Phillip Jap             | Annie Xu Kerry Xu                       | Aston Khor Anna Tang                |
| 2015   | Phillip Jap           | Annie Xu              | Alexander La Darren Yang            | Annie Xu Kerry Xu                       | Darren Yang Victoria Chen           |
| 2016   | Gokul Kalyanasundaram | Jennie Gai            | Vinson Chiu Joseph Pitman           | Jennie Gai Madeline Sporkert            | Vinson Chiu Jennie Gai              |
| 2017   | Gokul Kalyanasundaram | Jennie Gai            | Eric Jiang Yuteng Wu                | Breanna Chi Cindy Yuan                  | Ricky Liuzhou Cindy Yuan            |
| 2018   | Alexander Zheng       | Esther Shi            | Winston Tsai Ryan Zheng             | Esther Shi Cassandra Yu                 | Winston Tsai Breanna Chi            |
| 2019   | Jacob Zhang           | Katelin Ngo           | Clayton Cayen Ryan Zheng            | Nicole Ju Tammy Xie                     | William Hu Nicole Ju                |
| 2020   | nicht ausgetragen     | nicht ausgetragen     | nicht ausgetragen                   | nicht ausgetragen                       | nicht ausgetragen                   |
| 2021   | Ryan Ma               | Natalie Chi           | Joshua Yang Joshua Yuan             | Francesca Corbett Allison Lee           | Joshua Yuan Allison Lee             |
| 2022   | Ryan Ma               | Ella Yishan Lin       | Adrian Mar Henry Tang               | Chloe Ho Ella Yishan Lin                | Isaac Yang Chloe Ho                 |
| 2023   | Anderson Lin          | Veronica Yang         | Kyle Wang Weslie Chen               | Chloe Ho Veronica Yang                  | Kyle Wang Ella Yishan Lin           |
| 2024   | William Ye            | Nicole Krawczyk       | Benjamin Dictado Jun Heng Lai       | Emma J. Wei Jasmine Yeung               | Jun Heng Lai Jasmine Yeung          |
| 2025   | Jaden Ke Hong Chen    | Charity Lam           | Jaden Ke Hong Chen Zicheng Xu       | Charity Lam Lydia Chao                  | Zicheng Xu Cassidy Yeh              |

## Die Titelträger U16/U17
Anmerkungen: Seit 2000 U17, davor U16.
| Saison | Herreneinzel            | Dameneinzel           | Herrendoppel                          | Damendoppel                             | Mixed                                      |
| ------ | ----------------------- | --------------------- | ------------------------------------- | --------------------------------------- | ------------------------------------------ |
| 1954   | Glen Hackett            | Barbara Prince        | Glen Hackett Barry Johnson            | Barbara Prince Martha Lou West          | Bunny Talley Martha Lou West               |
| 1955   | John Schultz            | Sally Coulter         | Charles Gambo Dan Rudy                | Sally Coulter Linda Windsor             | Charles Gambo Sally Coulter                |
| 1957   | Jack Keating            | Sharon Pritula        | Jack Keating John Snead               | Faith Ferris Puss Prichard              | Jack Keating Sharon Pritula                |
| 1958   | Ray Park                | Sharon Pritula        | Pat Armandariz Bill Pajares           | Puss Prichard Patsy Hitchens            | Dick Gorman Puss Prichard                  |
| 1959   | Dick Gorman             | Sharon Pritula        | Craig Brand Kem Marshall              | Jackie Otto Jean Yeager                 | Dick Gorman Puss Prichard                  |
| 1960   | Robert Pritula          | Sharon Pritula        | Ernie Armendariz Jim Whitaker         | Tyna Barinaga C. Simkins                | Jack Whitaker Pam Becker                   |
| 1961   | Robert Pritula          | Tyna Barinage         | Davidson Ken Crow                     | Tyna Barinaga Caroline Jensen           | Robert Pritula Judy Pajares                |
| 1962   | Robert Pritula          | Sharon Pritula        | Tom Muthig Robert Pritula             | Tyna Barinaga Caroline Jensen           | Ken Fleming Diane Moore                    |
| 1963   | Ken Fleming             | Cindy Root            | Larry Saben Ken Fleming               | Janice DeZort Diane Moore               | Larry Saben Janice DeZort                  |
| 1964   | Ken Ferris              | Susan Wilson          | Rick Ferrell Karry Krieder            | Susan Wilson Judy Brodhun               | Ken Ferris Susan Wilson                    |
| 1965   | Jim Pritula             | Nancy Bender          | Rick Ferrell Jim Eden                 | Hester Hill Connie Young                | Jim Pritula Nancy Bender                   |
| 1966   | Dave Domzal             | Alison Root           | Doug Bender Dave Comzal               | Chris Burton Ellen van Os               | Ken Nelson Chris Burton                    |
| 1967   | Ken Nelson              | Polly Stockton        | Mike Reichert Doug Bender             | Chris Janz Jerri Souder                 | Gary Higgins Chris Janz                    |
| 1968   | Mark Rath               | Pam Stockton          | Bruce Pontow Ron Buck                 | Diane Sands Lynette Buck                | Bruce Pontow Sandy Muthig                  |
| 1969   | Charles Coakley         | Pam Stockton          | Charles Coakley Mike Czarnecki        | Diane Mies Leslie Schoppe               | Mike Czarnecki Pam Stockton                |
| 1970   | Mike Czarnecki          | Susan Pritula         | Mike Czarnecki Steve Olson            | Lori Gerzine Mary Lynn Bell             | Joel Rath Susan Pritula                    |
| 1971   | Mike Czarnecki          | Madeleine Steinbroner | John Irwin Pat Tryon                  | Sherri Lundberg Lori Gerzine            | John Irwin Lori Gerzine                    |
| 1972   | Pat Tryon               | Sherrie Lundberg      | Pat Tryon Gene Miller                 | Sherrie Lundberg Carrie Morrison        | Mathew Fogarty Karen Czarnecki             |
| 1973   | Gene Miller             | Monica Czarnecki      | Gene Miller Paul Rogind               | Carrie Morrison Sherri Jones            | Mathew Fogarty Monica Czarnecki            |
| 1974   | Richard Williams        | Lisa DeRousie         | Jack Bushman Tracy Tom                | Lisa DeRousie Denise Corlett            | Russ Nelson Lisa DeRousie                  |
| 1975   | Richard Williams        | Lisa DeRousie         | David Collis Gary Shelstad            | Lisa DeRousie Kathy Somers              | Geoff Stensland Lisa DeRousie              |
| 1976   | David Collis            | Lori Ball             | David Collis Gary Shelstad            | Lori Ball Tracy McDonald                | David Collis Tracy McDonald                |
| 1977   | Tony Alston             | Linda Safarik         | Tad Ripley Charlie Scarano            | Lori Collis Linda Safarik               | Tony Alston Lori Collis                    |
| 1978   | Tony Alston             | Linda Safarik         | Tad Ripley Charlie Scarano            | Lori Collis Linda Safarik               | Tony Alston Lori Collis                    |
| 1979   | Don Dewey               | Janna Holmes          | Martin French Bill Weber              | Janna Holmes Barbara Morrison           | Rodney Barton Barbara Morrison             |
| 1980   | Benny Lee               | Mary Francis Hughes   | Curt Stephan D. Larsen                | Joy Kitzmiller Christi Cook             | Paul Rubin Christi Cook                    |
| 1981   | Benny Lee               | Mary Read             | Paul Rubin Karl Knudsen               | Tracy Holmes Lisa Bauer                 | Paul Rubin Tracy Holmes                    |
| 1982   | Tom Carmichael          | Julie Moody           | Ron Estes Jeff Floerchinger           | Lisa Bauer Penny Graves                 | Jeff Floerchinger Penny Graves             |
| 1983   | Michael Flexer          | Julie Moody           | Charlie Giannetti David Root          | Jennifer Hargreaves Julie Moody         | Joel Goldstein Julie Moody                 |
| 1984   | Mark Iwanaicki          | Joy Mahlstedt         | Mark Iwanicki Matt Armendariz         | Julie Stephan Maria Gorman              | Mark Iwanicki Cindy Sokel                  |
| 1985   | Paul McAdams            | Angela Armendariz     | John Boone Paul McAdam                | Cindy Sokel Amy Hargreaves              | Paul McAdam Karen Hales                    |
| 1986   | Hal Lyden               | Christiane Armendariz | Hal Lyden Todd Ortiz                  | Angela Armendariz Christiane Armendariz | Hal Lyden Suzanne Lahey                    |
| 1987   | Hal Lyden               | Christiane Armendariz | Thomas Fisher Pete Peterson           | Angela Armendariz Christiane Armendariz | Hal Lyden Suzanne Lahey                    |
| 1988   | Bart Bingenheimer       | Kathy Zimmerman       | Tom Sheehan Tony Pegnia               | Kathy Manha Tara McNamara               | Bill Brown Kathy Manha                     |
| 1989   | Mike Edstrom            | Kathy Zimmerman       | Mike Edstrom Mike Butterly            | Kirsten Johnson Tara McNamara           | Mike Edstrom Kathy Zimmerman               |
| 1990   | Mike Read               | Lily Chen             | Mike Read Geoff Tarr                  | Andrea Tomasevich Jill Saxton           | Jeff Han Jill Saxton                       |
| 1991   | Andrew Ibrahim          | Yuliya Tayts          | Andrew Ibrahim Chris Hales            | Lily Chen Stephanie Wo                  | Chris Hales Kelly Lipareli                 |
| 1992   | Andrew Ibrahim          | Lily Chen             | Andrew Ibrahim Lindsay Gulin          | Lily Chen Nhi Phung                     | Johnny Le Nhi Phung                        |
| 1993   | Howard Bach             | Katie Maloney         | Qui Nguy Mawan Hartawan               | Katie Maloney Dawn McNamara             | Matthew Arazosa Katie Maloney              |
| 1994   | Howard Bach             | Katie Maloney         | Ryan Miglin Andy Lovell               | Jodie Mertens Jai Hu                    | Ryan Miglin Jaymie Britton                 |
| 1995   | Reffint Thenard         | Kerri Stanek          | Ryan Miglin Ken Claffie               | Jaymie Britton Jai Hu                   | Ryan Miglin Janae Mertens                  |
| 1996   | Peter Collins           | Janae Mertens         | Trevor Lai Khankham Malaythong        | Erin Hois Christina Ladd                | Peter Collins Casey Peters                 |
| 1997   | Trevor Lai              | Erin Hois             | Gabe Bellani Chris Ling               | Alison Brown Amy Nguyen                 | Raymond Wong Bonnie Wong                   |
| 1998   | Raymond Wong            | Elie Wu               | Raju Rai Raymond Wong                 | Casey Peters Bonnie Wong                | Raymond Wong Bonnie Wong                   |
| 1999   | Eric Go                 | Mesinee Mangkalakiri  | Mike Chansawangpuvana Raymond Wong    | Connie Hwang Mesinee Mangkalakiri       | Mike Chansawangpuvana Mesinee Mangkalakiri |
| 2000   | Eric Go                 | Eva Lee               | Matt Sakulrattanakom Jeff Soonlan     | Leann Alwine Amanda Lum                 | Matt Sakulrattanakom Connie Hwang          |
| 2001   | Nicholas Jinadasa       | Eva Lee               | Daniel Gouw Brendan Taft              | Leann Alwine Amanda Lum                 | Daniel Gouw Eva Lee                        |
| 2002   | Brendan Taft            | Samantha Jinadasa     | Daniel Gouw Brendan Taft              | Sisi Chen Jessica Guinn                 | Brendan Taft Hu Junxia                     |
| 2003   | Andrew Todt             | Jamie Subandhi        | Ronald Sou Steven Jonatan             | Lauren Todt Daphne Ng                   | Arnold Setiadi Daphne Ng                   |
| 2004   | Arnold Setiadi          | Daphne Ng             | Seven Wong Jack Shu                   | Vimla Phongasavithas Hane Fujinami      | Steven Jonatan Daphne Ng                   |
| 2005   | Emmanuel Pun            | Kuei Ya Chen          | Howard Shu Jack Shu                   | Irina Boboshko Priscilla Lun            | Emmanuel Pun Priscilla Lun                 |
| 2006   | Howard Shu              | Kuei Ya Chen          | Howard Shu Shun Fujinami              | Thuy Hoang Priscilla Lun                | Howard Shu Priscilla Lun                   |
| 2007   | Terrence Pang           | Thuy Hoang            | Terrence Pang Yau Hwa Chan            | Qui Ming Wu Thuy Hoang                  | Marvin Lin Thuy Hoang                      |
| 2008   | Brendan Lum             | Cee Nantana Ketpura   | Marvin Lin Nicholas Hardi             | nicht ausgetragen                       | Catherine Chiu Cee Nantana Ketpura         |
| 2009   | Phillip Chew            | Cee Nantana Ketpura   | Phillip Chew Andrew Susanto           | Claudia Hardi Cee Nantana Ketpura       | Phillip Chew Cee Nantana Ketpura           |
| 2010   | Phillip Chew            | Karine Hsu            | Phillip Chew Andrew Susanto           | Karine Hsu Sharon Ng                    | Phillip Chew Sharon Ng                     |
| 2011   | Alan Shekhtman          | Cherie Chow           | Alan Shekhtman Aston Khor             | Christine Yang Cherie Chow              | Kenneth Hui Cherie Chow                    |
| 2012   | Ryan Chew               | Christine Yang        | Kevin B. Chan Aston Khor              | Anna Tang Alena Wang                    | Pow Hwa Chan Victoria Chen                 |
| 2013   | Timothy Lam             | Priscilla Long        | Timothy Lam Justin Ma                 | Sonya Wong Angela Zhang                 | Timothy Lam Angela Zhang                   |
| 2014   | Darren Lo               | Joanna Liu            | Brian Duong Gokul Kalyanasundaram     | Priscilla Long Madeline Sporkert        | Phillip Jap Jamie Hsu                      |
| 2015   | Gokul Kalyanasundaram   | Joanna Liu            | Eric Jiang Andre Wang                 | Karen Ma Cindy Yuan                     | Eric Jiang Jamie Hsu                       |
| 2016   | Bryce Kan               | Bianca Tam            | Dean Tan Alexander Zheng              | Breanna Chi Charisse Chow               | Ricky Liuzhou Joanna Liu                   |
| 2017   | Karthik Kalyanasundaram | Tammy Xie             | Tony Liuzhou Derek Tan                | Tammy Xie Jacqueline Zhang              | Winston Tsai Lauren Lam                    |
| 2018   | Eric Duong              | Ishika Jaiswal        | William Hu Joshua Yuan                | Nicole Ju Tiffany Kuang                 | Derek Tan Nicole Ju                        |
| 2019   | Kelvin Chong            | Shriya Chockalingam   | Andrew Wang Edward Zhang              | Stella Tran Kodi Lee                    | Aaron Bai Allison Lee                      |
| 2021   | Robert Shekhtman        | Ella Yishan Lin       | Arthur Heng Lee Jerry Yuan            | Reanne Chan Chloe Ho                    | Samuel Wales Li Francesca Corbett          |
| 2022   | Adam Tay                | Alice Y. Wang         | Jeffrey Chang Kyle Wang               | Audrey Chang Vera Lin                   | Kai Chong Annabelle Zhang                  |
| 2023   | David Zuo               | Micah Cruz            | David Zuo Jay Chun                    | Vivian Shi Angela Ye                    | Jun Heng Lai Jasmine Yeung                 |
| 2024   | Nihal Kadamba           | Brianna Y. Lee        | Jaden Ke Hong Chen Suraj Rajesh Kumar | Sophia Jia Xinyan Zeng                  | Ansen Liu Jessica Wu                       |
| 2025   | Saatvik Shetty          | Clarinda Jin          | Adhyaan Balaji Daniel Seungchan Park  | Sasha Suman Yalan Zhu                   | Vivek Rai Sasha Suman                      |

## Die Titelträger U14/U15
Anmerkungen: Seit 2000 U15, davor U14.
| Saison | Herreneinzel            | Dameneinzel          | Herrendoppel                          | Damendoppel                             | Mixed                             |
| ------ | ----------------------- | -------------------- | ------------------------------------- | --------------------------------------- | --------------------------------- |
| 1958   | Ted Hutton              | Sharon Pritula       | Ted Hutton Robert Pritula             | Judy Pajares Terri Treloggen            | Ted Hutton P. Beaker              |
| 1960   | Robert Pritula          | Tyna Barinaga        | Robert Pritula Jim Pritula            | Maruka Hamilton Cindy Root              | Ken Fleming Terri Treloggen       |
| 1961   | Tom Muthig              | Cindy Root           | Robert Pritula Tom Muthig             | Cindy Root Diane Moore                  | Bill Neff Kathy Bunce             |
| 1962   | Wheeler Neff            | Susan Wilson         | Jim Monkman Robert Pritula            | Susan Wilson Judy Brodhun               | Wheeler Neff Nancy Bender         |
| 1963   | Jim Pritula             | Nancy Bender         | James Monkman Jim Pritula             | Nancy Bender Alison Root                | James Monkman Nancy Bender        |
| 1964   | Ken Nelson              | Alison Root          | Ken Nelson Bruce Jones                | Chris Burton Penny Jacobson             | Ken Nelson Chris Burton           |
| 1965   | Ken Nelson              | Pat Ling             | Ken Nelson Doug Bender                | Pat Ling Pam Stockton                   | Doug Bender Pat Ling              |
| 1966   | Mark Rath               | Pam Stockton         | Ron Buck Bruce Pontow                 | Pam Stockton JoAnn Kennedy              | Mark Rath Susan Pritula           |
| 1967   | Charles Coakley         | Pam Stockton         | Ron Buck Charles Coakley              | Pam Stockton Sandy Muthig               | Charles Coakley Diane Mies        |
| 1968   | Michael Czarnecki       | Susan Pritula        | Pat Trapnell Joel Rath                | Susan Pritula Leslie Schoppe            | Pat Trapnell Lori Gerzine         |
| 1969   | Joel Rath               | Sherrie Lundberg     | Pat Tryon Ray Hillyard                | Sherrie Lundberg Tara Borasek           | Joel Rath Lori Gerzine            |
| 1970   | Pat Tryon               | Barbara Bell         | Robbie Hankins Creighton Van Horn     | Barbara Bell Carroll Peiffer            | Pat Tryon Barbara Bell            |
| 1971   | Pat Tryon               |                      | Pat Tryon Gene Miller                 |                                         | Mathew Fogarty Sherri Jones       |
| 1972   | Paul Rogind             | Lisa DeRousie        | Mark Lingnall Russ Nelson             | Lisa DeRousie Sue Bland                 | Russ Nelson Lisa DeRousie         |
| 1973   | Cory Alder              | Lisa DeRousie        | Cory Alder Tom Thaves                 | Lisa DeRousie Martha Crane              | Cory Alder Tracy McDonald         |
| 1974   | David Collis            | Tracy McDonald       | David Collis Gary Shelstad            | Tracy McDonald Lori Ball                | David Collis Lori Ball            |
| 1975   | Doug Young              | Lori Collis          | Doug Young Tony Alston                | Lori Collie Lori Rubin                  | Frank English Tina Bowling        |
| 1976   | Tony Alston             | Lori Collis          | Tad Ripley Charlie Scarano            | Lori Collis Linda Safarik               | Tad Ripley Eileen Morrison        |
| 1977   | Rodney Batron           | Janna Holmes         |                                       |                                         |                                   |
| 1978   | Benny Lee               | Linda French         | Mike Edgar Benny Lee                  | Cristi Cook Joy Kitzmiller              | Benny Lee Mary Frances Hughes     |
| 1979   | Benny Lee               | Mary Read            | Chris Jogis Benny Lee                 | Tracy Holmes Lisa Bauer                 | Benny Lee Mary Read               |
| 1980   | Jeff Floerchinger       | Julie Moody          | Jeff Floerchinger Tom Carmichael      | Lisa Bauer Julie Moody                  | Jason MacFarland Lisa Bauer       |
| 1981   | Joel Goldstein          | Julie Moody          | Charlie Giannetti Jeff Couch          | Beth Larsen Julie Moody                 | Joel Goldstein Julie Moody        |
| 1982   | Mark Iwanicki           | Julie Moody          | Mark Iwanicki Matthew Kimball         | Lisa Little Julie Stephan               | Mark Iwanicki Julie Stephan       |
| 1983   | Darell MacFarland       | Lisa Little          | Henry Lyden Scott MacFarland          | Debby Brandt Lisa Little                | John Boone Lisa Little            |
| 1984   | Hal Lyden               |                      |                                       | Suzanne Lahey Nancy Dionisio            | Hal Lyden Amy Hargreates          |
| 1985   | Hal Lyden               | Angela Armendariz    | Antone Manha Greg Scharfeld           | Angela Armendariz Christiane Armendariz | Hal Lyden Suzanne Lahey           |
| 1986   | Bart Bingenheimer       | Kathy Manha          | Jeff Kaplan Dwayne Thomas             | Kathy Manha Tara McNamara               | Bill Brown Kathy Manha            |
| 1987   | Jon Garguilo            | Kathy Zimmerman      | Jon Garguilo Troy Wachter             | Tara McNamara Amy Romeo                 | Pat Murphy Kathy Zimmerman        |
| 1988   | Mike Read               | Amy Romeo            | Mike Read Adam Prestandrea            | Amy Romeo Kelly Lipareli                | Mike Read Amy Romeo               |
| 1989   | Declan Reidy            | Lily Chen            | Chris Hales Lindsay Gulin             | Lily Chen Beth Oxley                    | Chris Hales Beth Oxley            |
| 1990   | Andrew Ibrahim          | Stephanie Wo         | Howard Bach Andrew Ibrahim            | Lily Chen Stephanie Wo                  | Stanley Wo Lily Chen              |
| 1991   | Howard Bach             | Kathleen Maloney     | Howard Bach Lindsay Gulin             | Kathleen Maloney Alisa Wainio           | Lee Whitley Alisa Wainio          |
| 1992   | Matthew Arazosa         | Katie Maloney        | Matthew Arazosa Peter Mastropaolo     | Katie Maloney Alisa Wainio              | Matthew Arazosa Katie Maloney     |
| 1993   | Khankham Malaythong     | Jaymie Britton       | Trevor Lai Khankham Malaythong        | Janae Mertens Jodie Mertens             | Peter Collins Jaymie Britton      |
| 1994   | Khankham Malaythong     | Jaymie Britton       | Trevor Lai Khankham Malaythong        | Jaymie Britton Janae Mertens            | Rich Kanowsky Alison Brown        |
| 1995   | Trevor Lai              | Alison Brown         | Sean Ruktoume Andrew Ellmaker         | Michelle Boje Casey Peters              | Trevor Lai Alison Brown           |
| 1996   | Andrew Ellmaker         | Erin Hois            | Raju Rai Raymond Wong                 | Katie Byrne Jennifer Coleman            | Andrew Ellmaker Casey Peters      |
| 1997   | Eric Go                 | Mesinee Mangkalakiri | Raju Rai Raymond Wong                 | Jessica Allen Clarice Thenard           | Eric Go Clarice Thenard           |
| 1998   | Eric Go                 | Clarice Thenard      | Eric Go Adam Scholl                   | Eva Lee Clarice Thenard                 | Eric Go Clarice Thenard           |
| 1999   | Nicholas Jinadasa       | Eva Lee              | Daniel Gouw Brendan Taft              | Leann Alwine Eva Lee                    | Daniel Gouw Eva Lee               |
| 2000   | Vincent Nguy            | Samantha Jinadasa    | Daniel Gouw Brendan Taft              | Samantha Jinadasa Christine Look        | Daniel Gouw Eva Lee               |
| 2001   | Arnold Setiadi          | Samantha Jinadasa    | Kevin Chang Charlie Phairojmahakij    | Samantha Jinadasa Lauren Todt           | Arnold Setiadi Daphne Ng          |
| 2002   | Arnold Setiadi          | Jamie Subandhi       | Charlie Phairojmahakij Arnold Setiadi | Jamie Subandhi Lauren Todt              | Arnold Setiadi Daphne Ng          |
| 2003   | Howard Shu              | Sophina Verjee       | Emmanuel Pun Howard Shu               | Priscilla Lun Jamie Subandhi            | Jack Shu Jamie Subandhi           |
| 2004   | Howard Shu              | Kuei Ya Chen         | Shun Fujinami Howard Shu              | Kuei Ya Chen Priscilla Lun              | Shun Fujinami Kuei Ya Chen        |
| 2005   | Yau Hwa Chan            | Isabel Zhong         | Randy Hsia Brendan Lum                | Tina Cavazos Karishma Kollipara         | Yau Hwa Chan Rena Wang            |
| 2006   | Marvin Lin              | Cee Nantana Ketpura  | Brendan Lum Brandon Chi               | Catherine Chiu Cee Nantana Ketpura      | Marvin Lin Cee Nantana Ketpura    |
| 2007   | Phillip Chew            | Cee Nantana Ketpura  | Andrew Susanto Phillip Chew           | Iris Wang Cee Nantana Ketpura           | Phillip Chew Cee Nantana Ketpura  |
| 2008   | Phillip Chew            | Karine Hsu           | Phillip Chew Andrew Susanto           | nicht ausgetragen                       | Cherie Chow Claudia Hardi         |
| 2009   | Chetan Potu             | Zandra Ho            | Aston Khor Alan Shekhtman             | Zandra Ho Phyllis Lin                   | Kenneth Hui Cherie Chow           |
| 2010   | Aston Khor              | Cherie Chow          | Ryan Liu Robert Zeng                  | Cherie Chow Christine Yang              | Pow Hwa Chan Victoria Chen        |
| 2011   | Justin Ma               | Christine Yang       | Timothy Lam Justin Ma                 | Victoria Lai Chen Crystal Pan           | Darren Yang Victoria Lai Chen     |
| 2012   | Phillip Jap             | Kerry Xu             | Vinson Chiu Brian Duong               | Kerry Xu Annie Xu                       | Brian Duong Priscilla Long        |
| 2013   | Ricky Liuzhou           | Jamie Hsu            | Eric Jiang Ambrose So                 | Jamie Hsu Nadia Susanto                 | Phillip Jap Jamie Hsu             |
| 2014   | Derek Hu                | Karen Ma             | Ricky Liuzhou Tony Liuzhou            | Cindy Yuan Michelle Zhang               | Ricky Liuzhou Joanna Liu          |
| 2015   | Karthik Kalyanasundaram | Sanchita Pandey      | Eric Chang Karthik Kalyanasundaram    | Breanna Chi Charisse Chow               | Clayton Cayen Mirabelle Huang     |
| 2016   | Don Averia              | Lauren Lam           | Tony Liuzhou Derek Tan                | Tammy Xie Cassandra Yu                  | Winston Tsai Nicole Ju            |
| 2017   | Kelvin Chong            | Ruhi Raju            | Brandon Xu Joshua Yuan                | Netra Shetty Jolie Wang                 | Andrew Wang Jolie Wang            |
| 2018   | Daniel Bielin           | Tara Koyu Chou       | Andrew Wang Edward Zhang              | Netra Shetty Jolie Wang                 | Henry Tang Kodi Lee               |
| 2019   | Ryan Ma                 | Tara Koyu Chou       | Ryan Ma Daniel Zhou                   | Chloe Ho Ella Lin                       | Derek Tan Nicole Ju               |
| 2021   | Linden Wang             | Alice Y. Wang        | Garret Tan Alan Zhang Tian Qi         | Mia K. Hundley Emma Wei                 | Linden Wang Mia K. Hundley        |
| 2022   | Shriyans Bhagavatula    | Nicole Krawczyk      | Jun Heng Lai Vaughn Zhao              | Angela Ye Jasmine Yeung                 | Rocky Yang Nicole Krawczyk        |
| 2023   | Evan Liu                | Sophia Jia           | Arush Shyam Chitgopkar Abhi Mandanapu | Micah Cruz Brianna Lee                  | Arush Shyam Chitgopkar Sophia Jia |
| 2024   | Rithik Rasamsetti       | Joanne Li            | Vincent Chen Aarya Vijay              | Annie Meng Katie Lynn Wong              | Rithik Rasamsetti Aadya Pitani    |
| 2025   | Ayaaz Muhammed Baig     | Shraddha Prakash     | William Geng Joey Liu                 | Shraddha Prakash Lexuan Wen             | William Geng Erica Chen Lin       |

## Die Titelträger U12/U13
Anmerkungen: Seit 2000 U13, davor U12.
| Saison | Herreneinzel            | Dameneinzel       | Herrendoppel                          | Damendoppel                      | Mixed                               |
| ------ | ----------------------- | ----------------- | ------------------------------------- | -------------------------------- | ----------------------------------- |
| 1984   | Armendariz              | Kathy Manha       | Henry Diller Todd Ortiz               |                                  | Brady Kittredge Kathy Manha         |
| 1985   | Brad Robie              | Tara McNamara     | John Robertson Martin Reznek          |                                  | John Robertson Tara McNamara        |
| 1986   | Martin Reznek           | Amy Romeo         | Lindsey Gulin Phillip Maloof          |                                  | Dan Thomas Amy Romeo                |
| 1987   | Chris Hales             | Beth Oxley        | Chris Hales Lindsey Gulin             |                                  | Mark Manha Kelly Lipparelli         |
| 1988   | Chris Hales             | Beth Oxley        | Chris Hales Lindsay Gulin             | Beth Oxley Lily Chen             | Chris Hales Beth Oxley              |
| 1989   | Lindsay Gulin           | Stephanie Wo      | Sander Van Otterloo David Welch       | Stephanie Wo Stella Wo           | Sander Van Otterloo Haldana Histand |
| 1990   | Howard Bach             | Stephanie Wo      | Matt Arazosa David Welch              | Lily Chen Stephanie Wo           | Jon Kristian Edstrom Hilary Warner  |
| 1991   | Ryan Miglin             | Jaymie Britton    | Ryan Miglin Trevor Lai                | Jaymie Britton Jodie Mertens     | Ryan Miglin Jaymie Britton          |
| 1992   | Khankham Malaythong     | Jaymie Britton    | Khankham Malaythong Trevor Lai        |                                  | Trevor Lai Janae Mertens            |
| 1993   | Trevor Lai              | Alison Brown      | Justin Waltz Thomas Bacchi            |                                  | Justin Waltz Alison Brown           |
| 1994   | Raju Rai                | Carrie Bach       | Paul Shelstad Mitch Gudmundsson       | Carrie Bach Erin Hois            | Mitch Gudmundsson Casey Peters      |
| 1995   | Eric Go                 | Carrie Bach       | Raju Rai Raymond Wong                 | Carrie Bach Clarice Thenard      | Raymond Wong Carrie Bach            |
| 1996   | Adam Scholl             | Emily Noyse       | Adam Scholl Claudio Rivera            | Ryan McManus Maggie Suydam       | Adam Scholl Kelly Mothner           |
| 1997   | Vincent Nguy            | Ryan McManus      | Daniel Gouw Vincent Nguy              | Ryan McManus Maggie Suydam       | Will Gardner Ryan McManus           |
| 1998   | Vincent Nguy            | Eva Lee           | Daniel Gouw Justin Lira               | Ryan McManus Maggie Suydam       | Daniel Gouw Eva Lee                 |
| 1999   | Justin Lira             | Samantha Jinadasa | Justin Lira Adam Suharja              | Daphne Ng Samantha Jinadasa      | Arnold Setiadi Samantha Jinadasa    |
| 2000   | Arnold Setiadi          | Lauren Todt       | Steven Jonatan Charlie Phairojmahakij | Kylynn McKinley Daphne Ng        | Arnold Setiadi Daphne Ng            |
| 2001   | Richard Fung            | Jamie Subandhi    | Richard Fung Charlie Hsu              | Jamie Subandhi Susana Zhong      | Howard Shu Jamie Subandhi           |
| 2002   | Howard Shu              | Priscilla Lun     | Richard Fung Howard Shu               | Cheryl Chow Priscilla Lun        | Howard Shu Susana Zhong             |
| 2003   | Brendan Lum             | Isabel Zhong      | Randy Hsis Eric Kuo                   | Tina Cavazos Karishma Kollipara  | Allen Hsu Isabel Zhong              |
| 2004   | Brendan Lum             | Isabel Zhong      | Nicholas Hardi Brendan Lum            | Cherie Chow Isabel Zhong         | Yau Hwa Chan Catherine Chiu         |
| 2005   | Phillip Chew            | Iris Wang         | Michael Buasan Phillip Chew           | Tracy Chan Iris Wang             | Phillip Chew Claudia Hardi          |
| 2006   | Phillip Chew            | Iris Wang         | Kenneth Bohr Austin Liou              | Claudia Hardi Karine Hsu         | Michael Buasan Claudia Hardi        |
| 2007   | William Cheung          | Cherie Chow       | Derrick Long William Cheung           | Samantha Li Cherie Chow          | Kenneth Hui Samantha Li             |
| 2008   | Jin Peng                | Zandra Ho         | Kevin B. Chan Ryan Liu                | nicht ausgetragen                | Anna Tang Angela Zhang              |
| 2009   | Albert Li               | Anna Tang         | Justin Ma James Wang                  | Anna Tang Angela Zhang           | Justin Ma Christine Yang            |
| 2010   | Brian Duong             | Crystal Pan       | Vinson Chiu Brian Duong               | Priscilla Long Micaela Lum       | Brian Duong Priscilla Long          |
| 2011   | Phillip Jap             | Kerry Xu          | Andre Wang Cadmus Yeo                 | Kerry Xu Annie Xu                | Phillip Jap Jamie Hsu               |
| 2012   | Ricky Liuzhou           | Stephanie Yu      | Clayton Cayen Raymond Chen            | Cindy Yuan Michelle Zhang        | Phillip Jap Jamie Hsu               |
| 2013   | Karthik Kalyanasundaram | Breanna Chi       | Clayton Cayen Alexander Zheng         | Jennie Gai Helen Ye              | Eric Chang Breanna Chi              |
| 2014   | Don Averia              | Sanchita Pandey   | Don Averia Eric Duong                 | Maggie Li Sasha Tang             | Tony Liuzhou Tammy Xie              |
| 2015   | Brandon Xu              | Lauren Lam        | Brandon Xu Joshua Yuan                | Nicole Ju Lauren Lam             | Don Averia Lauren Lam               |
| 2016   | Siddhartha Javvaji      | Netra Shetty      | Andrew Wang Edward Zhang              | Netra Shetty Jolie Wang          | Andrew Yuan Kalea Sheung            |
| 2017   | Robert Shekhtman        | Francesca Corbett | Ryan Ma Isaac Yang                    | Francesca Corbett Allison Lee    | Ryan Ma Kaitlyn Wang                |
| 2018   | Jaden Jin               | Veronica Yang     | Jeffrey Chang Kyle Wang               | Chloe Ho Veronica Yang           | Adam Tay Chloe Ho                   |
| 2019   | Anderson Lin            | Alice Wang        | Anderson Lin Scott Lin                | Jasmine La Jasmine Yeung         | Kevin Zhou Jasmine Yeung            |
| 2021   | Shriyans Bhagavatula    | Micah Cruz        | Akshaj Donthi Rylan Tan               | Sydney Li Xinyan Zeng            | Rylan Tan Micah Cruz                |
| 2022   | Vincent Chen            | Annie Meng        | Seth Li Rithik Rasamsetti             | Annie Meng Maggie Zang           | Yifan Liu Annie Meng                |
| 2023   | Rithik Rasamsetti       | Joanne Li         | Seth Li Rithik Rasamsetti             | Joanne Li Kimaya Krishna         | Rithik Rasamsetti Tvisha Modi       |
| 2024   | Jacob Ma                | Sophia Sun        | Jacob Zhou Phillip You                | Janice Chen Stephanie Jiayi Song | Jacob Zhou Alice Meng               |
| 2025   | Yian Yang               | Mizuki Ikeuchi    | Varish Karri Taneesh Musunuru         | Bella Liu Sophia Liu             | Varish Karri Keira Winarto          |

## Die Titelträger U10/U11
Anmerkungen: Seit 2000 U11, 1999 U10.
| Saison | Herreneinzel            | Dameneinzel            | Herrendoppel                   | Damendoppel                      | Mixed                             |
| ------ | ----------------------- | ---------------------- | ------------------------------ | -------------------------------- | --------------------------------- |
| 1999   | Charlie Hsu             | Lauren Todt            | Emmanuel Pun Steven Wong       | Jamie Subandhi Lauren Todt       | Emmanuel Pun Lauren Todt          |
| 2000   | Richard Fung            | Susana Zhong           | Richard Fung Howard Shu        | Beckie Neumann Susana Zhong      | Richard Fung Susana Zhong         |
| 2001   | Allen Hsu               | Isabel Zhong           | Eric Kuo Brendan Lum           | Beckie Neumann Isabel Zhong      | Allen Hsu Isabel Zhong            |
| 2002   | Yau Hwa Chan            | Isabel Zhong           | Allen Hsu Brendan Lum          | Gina Alfandary Isabel Zhong      | Allen Hsu Isabel Zhong            |
| 2003   | Phillip Chew            | Tracy Chan             | Phillip Chew Ryan Chew         | Tracy Chan Claudia Hardi         | Phillip Chew Claudia Hardi        |
| 2004   | Phillip Chew            | Claudia Hardi          | Sean Hussey Raunak Kollipara   | Claudia Hardi Iris Wang          | Phillip Chew Claudia Hardi        |
| 2005   | Raunak Kollipara        | Zandra Ho              | Sean Hussey Raunak Kollipara   | Zandra Ho Cherie Chow            | William Cheung Zandra Ho          |
| 2006   | Jin Peng                | Cherie Chow            | Alex Cheng Jerry Yang          | Cherie Chow Zandra Ho            | Jerry Yang Zandra Ho              |
| 2007   | Timothy Lam             | Christine Yang         | Timothy Lam Christopher Kan    | Angela Zhang Anna Tang           | Timothy Lam Crystal Pan           |
| 2008   | Brian Duong             | Micaela Lum            | Vincent Chiu Brian Duong       | nicht ausgetragen                | Micaela Lum Crystal Pan           |
| 2009   | Xiu Liu                 | Joanna Liu             | Richerd Chen Cadmus Yeo        | Annie Xu Kerry Xu                | Richerd Chen Annie Xu             |
| 2010   | Xiu Liu                 | Joanna Liu             | Derek Hu Justin Hu             | Joanna Liu Karen Ma              | Xiu Liu Joanna Liu                |
| 2011   | Karthik Kalyanasundaram | Breanna Chi            | Eric Chang Zachary Chang       | Jennie Gai Julie Yang            | Eric Chang Breanna Chi            |
| 2012   | Matthias Lai            | Karina Chan            | Eric Duong Tony Liuzhou        | Tammy Xie Karina Chan            | Eric Duong Cassandra Yu           |
| 2013   | Don Averia              | Lauren Lam             | Brandon Xu Joshua Yuan         | Tiffany Kuang Yvonne Qiu Yuqing  | Don Averia Lauren Lam             |
| 2014   | Siddhartha Javvaji      | Jolie Wang             | Andrew Wang Edward Zhang       | Kalea Sheung Jolie Wang          | Andrew Wang Jolie Wang            |
| 2015   | Ryan Ma                 | Francesca Corbett      | Justin Huang Robert Shekhtman  | Allison Lee Kaitlyn Wang         | Ryan Ma Kaitlyn Wang              |
| 2016   | Weslie Chen             | Veronica Yang          | Kai Chong Alvin Ng             | Chloe Ho Veronica Yang           | Weslie Chen Veronica Yang         |
| 2017   | Scott Lin               | Sahasra Chada          | Scott Lin Linden Wang          | Sahasra Chada Jasmine Yeung      | Scott Lin Jasmine Yeung           |
| 2018   | Rylan Tan               | Jasmine Yeung          | Nihal Kadamba Justin Kan       | Meha Vedere Jasmine Yeung        | Garret Tan Jasmine Yeung          |
| 2019   | Shriyans Bhagavatula    | Micah Cruz             | Shriyans Bhagavatula Max Zhang | Sahana Chada Xinyan Zeng         | Rylan Tan Micah Cruz              |
| 2021   | Rithik Rasamsetti       | Joanne Li              | Terence Cai Seth Li            | Kimaya Krishna Tvisha Modi       | Rithik Rasamsetti Joanne Li       |
| 2022   | Srineet Atluri          | Sophia Sun             | Ethan Qiu Jacob Zhou           | Mihika Jaiswal Lexuan Wen        | Srineet Atluri Lexuan Wen         |
| 2023   | Aditya Namboodiripad    | Adriel Ammy Chandran   | Varish Karri Taneesh Musunuru  | Adriel Ammy Chandran Lilian Feng | Ethan Qiu Adriel Ammy Chandran    |
| 2024   | Michael Sun             | Arundhathi Padma Mohan | Anirudh Rudharraju Kevin Xie   | Claire Qiuchen Li Krishnavi Kasu | Anirudh Rudharraju Krishnavi Kasu |
| 2025   | Naksh Shetty            | Sophia Z. Liu          | Magadheesan Velu Boqian Zheng  | Xiner Hu Sophia Z. Liu           | Virat Satish Laasya Polineni      |

## Die Titelträger U9
Anmerkungen: Seit 2000 U9, 1999 U8. Keine weiteren Titelkämpfe seit 2013.
| Saison | Herreneinzel      | Dameneinzel       | Herrendoppel               | Damendoppel                     | Mixed                         |
| ------ | ----------------- | ----------------- | -------------------------- | ------------------------------- | ----------------------------- |
| 1999   | Phillip Chew      | nicht ausgetragen | nicht ausgetragen          | nicht ausgetragen               | nicht ausgetragen             |
| 2000   | Brendan Lum       | Isabel Zhong      | Phillip Chew Allen Hsu     | nicht ausgetragen               | Allen Hsu Isabel Zhong        |
| 2001   | Phillip Chew      | nicht ausgetragen | nicht ausgetragen          | nicht ausgetragen               | nicht ausgetragen             |
| 2002   | Phillip Chew      | Claudia Hardi     | Phillip Chew Ryan Chew     | nicht ausgetragen               | Phillip Chew Kimberly Jonatan |
| 2003   | Sean Hussey       | nicht ausgetragen | Ryan Chew Chad Naramore    | nicht ausgetragen               | nicht ausgetragen             |
| 2004   | Michael Huang     | Cherie Chow       | Ryan Chew Michael Huang    | nicht ausgetragen               | Zandra Ho Jerry Yang          |
| 2005   | Michael Huang     | Megan Soh         | Michael Huang Darren Yang  | nicht ausgetragen               | nicht ausgetragen             |
| 2006   | Brian Duong       | Micaela Lum       | Brian Duong Robert Huang   | nicht ausgetragen               | Brian Duong Micaela Lum       |
| 2007   | Jonathan Truong   | Ariel Lee         | nicht ausgetragen          | Ariel Lee Jacquelyn Kan         | Umang Srivastav Jacquelyn Kan |
| 2008   | Xiu Liu           | Joanna Liu        | Xiu Liu Tony Liuzhou       | nicht ausgetragen               | Angela Huang Joanna Liu       |
| 2009   | Zachary Chang     | Breanna Chi       | Zachary Chang Tony Liuzhou | Breanna Chi Angela Huang        | Zachary Chang Angela Huang    |
| 2010   | Eric Duong        | Sasha Tang        | Eric Duong Matthias Lai    | Karina Chan Cassandra Yu        | Tony Liuzhou Karina Chan      |
| 2011   | Eugene Kong       | Claire J. Chen    | Brandon Xu Joshua Yi Yuan  | Tiffany Kuang Yvonne Qiu Yuqing | Brandon Xu Yvonne Qiu Yuqing  |
| 2012   | Siddharta Javvaji | Jolie Wang        | Edward Zhang Mihir Raja    | Jolie Wang Kalea Sheung         | Andrew Wang Jolie Wang        |
| 2013   | Ryan Ma           | Francesca Corbett | Ryan Ma Thompson Ma        | Kyra Li Kaitlyn Wang            | Alex Sin Kyra Li              |

## Die Titelträger U7
Keine weiteren Titelkämpfe seit 2006.
| Saison | Herreneinzel | Dameneinzel       | Herrendoppel      | Damendoppel       | Mixed             |
| ------ | ------------ | ----------------- | ----------------- | ----------------- | ----------------- |
| 2006   | Robert Huang | nicht ausgetragen | nicht ausgetragen | nicht ausgetragen | nicht ausgetragen |